# Pulsatilla campanella
Pulsatilla campanella är en ranunkelväxtart som beskrevs av Fisch., Eduard August von Regel och Tiling. Pulsatilla campanella ingår i släktet pulsatillor, och familjen ranunkelväxter. Inga underarter finns listade i Catalogue of Life.